# Chamaeranthemum venosum
Chamaeranthemum venosum är en akantusväxtart som beskrevs av M. B. Foster, Wasshausen och L. B. Smith. Chamaeranthemum venosum ingår i släktet Chamaeranthemum och familjen akantusväxter. Inga underarter finns listade i Catalogue of Life.